# Gefechte in Mogadischu seit 2010
Die Gefechte in Mogadischu seit 2010 beschreiben einen seit August 2010 andauernden bewaffneten Konflikt in Mogadischu zwischen den Kämpfern der al-Shabaab-Milizen und den Truppen der somalischen Regierung als auch ihrer Verbündeten im Rahmen des somalischen Bürgerkrieges. Der Konflikt ist geprägt von vereinzelten militärischen Auseinandersetzungen zwischen den Konfliktparteien und Anschlägen der al-Shabaab im Stadtgebiet von Mogadischu.

## Offensive der al-Shabaab
Die al-Shabaab startete eine Offensive am 23. August 2010, als ihre Kämpfer begannen, verstärkt Truppen der Übergangsregierung Somalias und der Mission der Afrikanischen Union in Somalia in Mogadischu anzugreifen. Diese wurden von den Milizen der al-Shabaab als Invasoren betrachtet. Laut dem AU-Kommando war die Offensive gescheitert und die Anführer der al-Shabaab flohen nach dem Ramadan aus der Stadt.

## Kämpfe 2010

### Angriff auf das Hotel Mona
Bei einem Angriff auf ein Hotel in Mogadischu wurden am 24. August 2010 mindestens 32 Menschen getötet, darunter sechs Abgeordnete, vier Regierungsmitarbeiter und der stellvertretende Regierungschef, Abdirahman Hadschi Adab Ibbi.
Am 7. September 2010 teilten die Vereinten Nationen mit, dass bei den Kämpfen bisher mindestens 230 Menschen umgekommen sind. 20.000 Menschen sind aus der Stadt geflüchtet.

### Angriff auf Flughafen
Am 9. September 2010 wurde der Flughafen Mogadischu angegriffen. Erst sprengte sich ein Selbstmordattentäter an einem Checkpoint vor dem Flughafen in die Luft. Danach kam es zu einem Schusswechsel zwischen zusätzlichen Angreifern und UN-Soldaten und das Flughafengelände wurde mit einem Mörser beschossen. Die AMISOM spricht von fünf getöteten Angreifern und zwei toten Soldaten der Friedenstruppe und einem Zivilisten. Ein Journalist der AFP berichtete von zwei zusätzlich getöteten Frauen. Zum Zeitpunkt des Anschlags hielten sich die Somalia-Sondergesandten der UNO und der AU, Augustine Mahiga und Boubacar Diarra am Flughafen auf.

### Markt
Am 17. November 2010 wurden bei Kämpfen um den belebten Bakara-Markt im Süden der Stadt sechzehn Zivilisten getötet. Truppen der AU nahmen den Markt unter Granatfeuer, da einer ihrer Konvois von einem am Straßenrand deponierten Sprengsatz getroffen wurde. Nach Informationen eines lokalen Händlers schlugen mindestens neun Granaten ein. Am selben Tag starben fünf weitere Zivilisten an anderen Orten in der Stadt im Kreuzfeuer.

## Kämpfe 2011

### Festival
Im Februar kam es bei einem, von Bürgermeister Mohamoud Ahmed Nur organisierten, Musikfestival zu Schießereien, bei denen drei Zivilisten starben. Das Feuer eröffneten fünf von der somalischen Übergangsregierung ausgebildete Soldaten. Laut Ahmed Nur handelten sie auf Befehl des Kriegsfürsten und ehemaligen Bürgermeisters von Mogadischu Mohammed Omar Habeb Dhere der anschließend von Soldaten der Afrikanischen Union verhaftet wurde.

### Fazul Abdullah Muhammad
Laut Angaben der somalischen Übergangsregierung wurde am 8. Juni Fazul Abdullah Muhammad, der mutmaßliche Anführer der al-Qaida in Ostafrika, bei einem Feuergefecht an einer Straßensperre im Süden der Stadt getötet. Vermutlich aus Rache darauf tötete eine Selbstmordattentäterin den somalischen Innenminister Abdi Shakur Sheikh Hassan.

### Hilfslieferungen
Am 28. Juli kam es zu schweren Gefechten zwischen der AMISOM und al-Shabaab. Es wurden, laut Amisom-Sprecher Paddy Akunda, um die Hilfslieferungen nach vorherigen Provokationen im Zuge der Hungerkrise zu schützen, Truppen der al-Shabaab um den zentral gelegenen Bakaara-Markt mit schwerem Gerät beschossen. Dabei wurden fast 30 Zivilisten verletzt. Die AMISOM eroberte dem Bericht nach drei Stellungen und kontrolliert die gesamte südliche Stadthälfte. Von den 16 Stadtteilen wurden drei von al Shabaab gehalten. In acht hatte die AMISIOM die Kontrolle. Die übrigen fünf waren Schauplatz von Gefechten.
Am 5. August stürmten Truppen der Übergangsregierung eine Lebensmittelverteilungsstation des Welternährungsprogramms der Vereinten Nationen (WFP) im Flüchtlingslager Badbaado, plünderten zwei Transporter und erschossen mindestens zehn Menschen.

### Rückzug der al-Shabaab

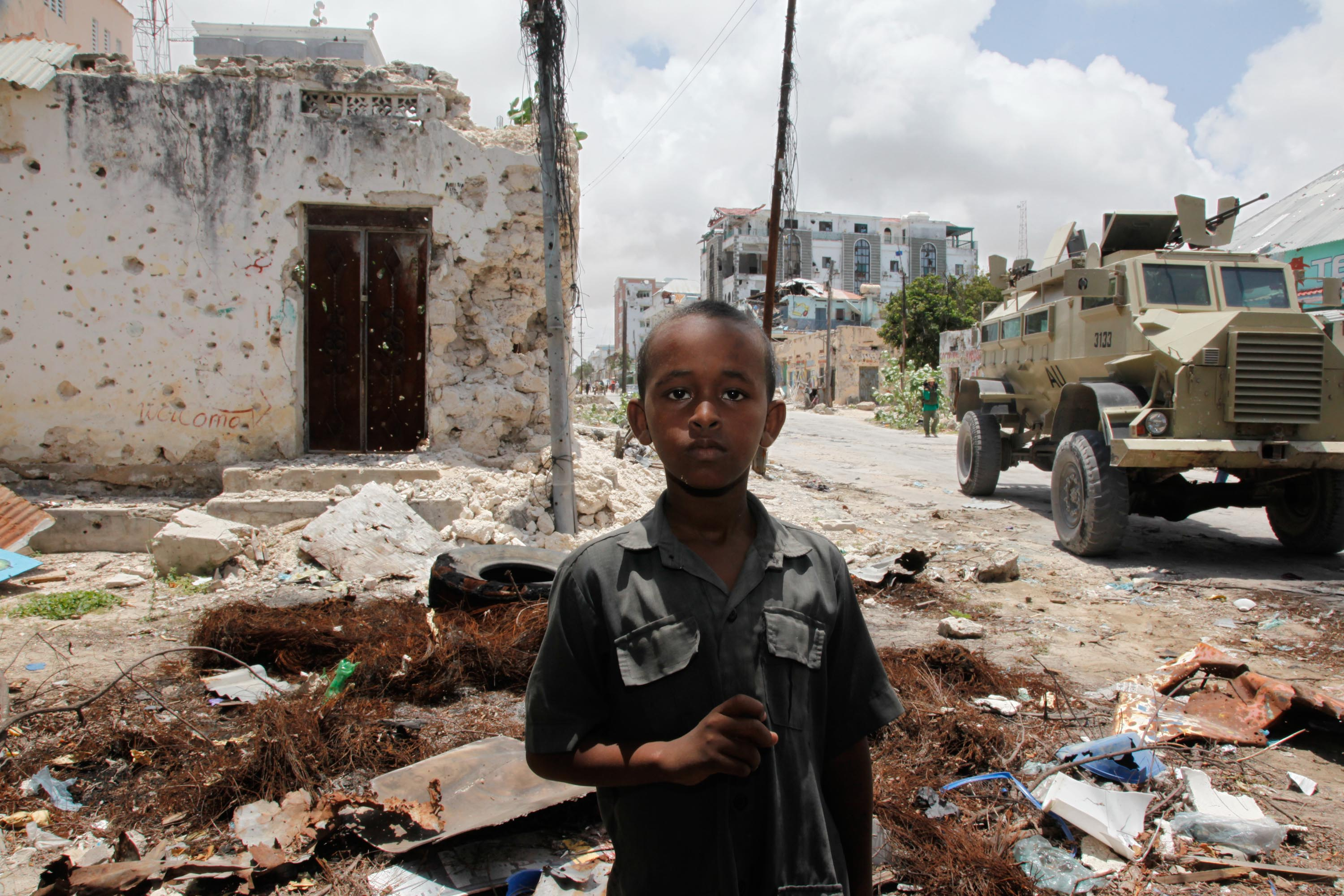
Ein Casspir-Panzerfahrzeug der Afrikanischen Union auf dem Bakaara-Markt im September 2011

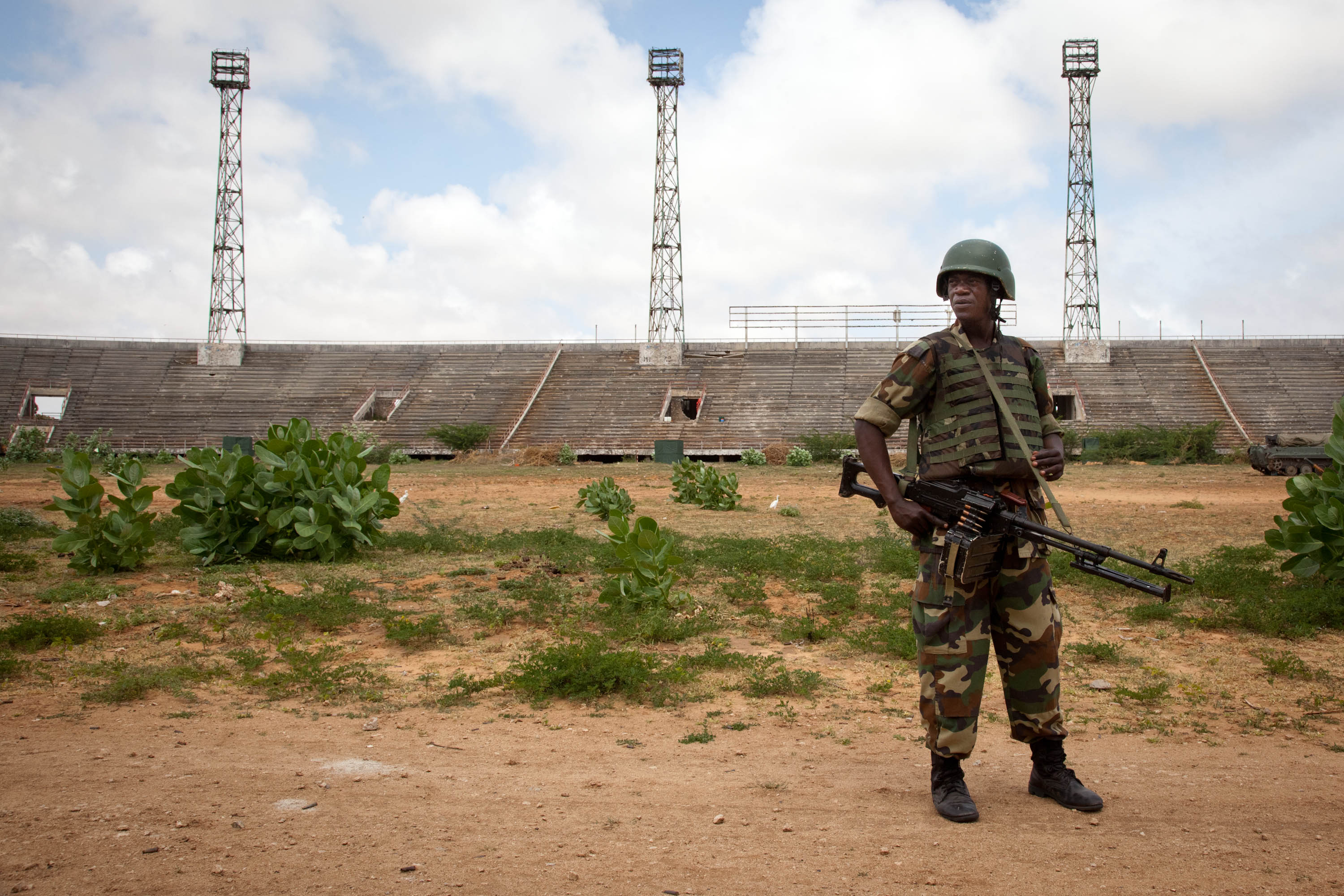
Ein AMISOM-Soldat im Stadion von Mogadischu im September 2011

Am 5. August um circa 23:00 Uhr startete die al-Shabaab eine Offensive um Stellungen am Stadion in Yaadshiid sowie am Baraka-Markt im Stadtteil Hawl Wadaag zurückzuerobern. Die beiden Gebiete waren eine Woche zuvor von der AMISOM erobert worden. Sie fügte der al-Shabaab schwere Verluste zu, schlug den Angriff zurück und startete am 6. August um 3:00 Uhr morgens, eine Gegenoffensive die mit der Einnahme der zwei Positionen endete. Das Stadion ist strategisch wichtig, weil hier alle Ausfallstraßen zusammenlaufen. Der Baraka-Markt ist durch die Abgaben der Händler und des dort etablierten Systems des Bargeldtransfers eine wichtige Einnahmequelle. In der Folge übernahm die AMISOM kampflos den Rest von Mogadischu. Sämtliche Stellungen der Miliz waren komplett geräumt und es wurden weder Waffen noch Munition gefunden. Auf Seiten der AMISOM wurde der Verdacht geäußert, die Angriffe in der Nacht seien ein Ablenkungsmanöver gewesen, um den Rückzug zu decken.
Laut Aussagen der al-Shabaab ist der Rückzug die Folge einer geänderten Strategie. Regierungssprecher bezeichneten die Entwicklung allerdings als „goldenen Tag“ und reklamierten den Abzug als Sieg der Regierungstruppen. Beobachter vermuten auch Finanzierungs- und Rekrutierungsprobleme der Miliz als Folge der Hungerkrise.
Laut Augenzeugen soll sich die al-Shabaab nach Baidoa, der Provinzhauptstadt von Afgoye, zurückgezogen haben.
In der Nacht zum 8. August kam es immer wieder zu einzelnen Feuergefechten in Mogadischu. Wenige Kilometer außerhalb Mogadischus explodierte, ebenfalls am 8. August, ein mit Sprengstoff beladenes Fahrzeug.
Am 17. August kam es zu Gefechten in der Stadt, wobei auch Granaten und Flugabwehrgeschütze eingesetzt wurden. Infolgedessen musste ein SOS-Kinderdorf und die dazugehörige Klinik wegen Beschuss evakuiert werden.

### Attentat auf Bildungsministerium
Am Morgen des 4. Oktober fand ein Anschlag auf das in einem Regierungskomplex liegende Bildungsministerium statt. Ein mit Sprengstoff beladener LKW explodierte an einem Kontrollposten in einer Menschenmenge. Dabei starben mindestens 82 Menschen, vor allem Studenten hielten sich dort auf, um ein Türkei-Stipendium zu beantragen. Unter den Toten finden sich außerdem Soldaten und Zivilisten. Über 150 Personen wurden verletzt. Zu dem Anschlag bekannte sich al-Shabaab, durch ihren Sprecher Ali Mohamud Rage. Das Hauptgebäude des Regierungskomplexes wurde zerstört.
Staatspräsident Sheikh Sharif Ahmed kündigte eine Reaktion der Übergangsregierung an und der Sicherheitsrat der Vereinten Nationen verurteilte den Anschlag.

### Kämpfe und Massaker in Dayniile
Am 11. Oktober gab Fred Mugisha, ein General der AMISOM, bekannt, dass das gesamte Zentrum von Mogadischu in der Hand der UN-Soldaten sei. Bei Kämpfen um die letzte Stellung seien ein AU-Soldat und acht Zivilisten getötet worden. Es gäbe aber noch Aktivitäten in den Außenbezirken im Osten und Norden der Stadt.
Am 20. Oktober eroberten die Regierungstruppen nach eigenen Angaben Deynile, einen im Nordwesten liegenden Stadtteil. Dabei gab es mehrere Verletzte. Es wurde von massiven Fluchtbewegungen aus dem betroffenen Stadtteil berichtet. Laut Aussage der AMISOM befand sich Deynile nach den Kämpfen größtenteils unter ihrer Kontrolle.
Tags darauf, am 21. Oktober, präsentierte die al-Shabaab in Alameda, 18 Kilometer von Mogadischu entfernt, Leichen mit Uniformen der AMISOM. Zeugenaussagen zufolge sollen es mindestens 63 sein. Ali Mohamud Rage, sprach von 70 bis 150 getöteten Soldaten die mehrheitlich aus Burundi stammen sollen. Es sei eine Panzerfahrzeugkolonne in Dayniile in einen Hinterhalt gelockt und die beschossen worden. Die AU bestätigte lediglich zehn tote AMISOM-Soldaten und sprach von verkleideten somalischen Opfern.

### Angriffe
In der Nacht vom 17. auf den 18. November griffen Soldaten der al-Shabaab vier Stellungen in Mogadischu an. Bei den darauffolgenden Kämpfen wurden Maschinengewehre und Mörsergranaten eingesetzt. Laut Aussage der Übergangsregierung schlugen sie die Angreifer zurück.

## Kämpfe 2012

### Eroberung eines Stadtteils durch die AMISOM
Am 2. März eroberte die AMISOM laut eigenen Angaben ein am Stadtrand gelegenes Stadtviertel von der al-Shabaab zurück. Das Viertel wurde erst mit Artillerie beschossen und danach mit Panzern und Bodentruppen besetzt. Als Grund für die Angriffe wurde der Schutz von Zivilisten angegeben die von dem Viertel aus angegriffen worden sein sollen.

### Anschläge auf Präsidentenpalast
Am 14. März sprengte sich ein Selbstmordattentäter auf dem Gelände des Präsidentenpalasts in die Luft. Während al-Shabaab den Tod von 30 Menschen bekanntgabe, sprach AMISOM von vier und die örtliche Polizei von fünf Toten.
In der Nacht vom 18. auf den 19. März starben, laut Shabelle Media Network, bei einem Angriff auf den Präsidentenpalast mindestens sechs Zivilisten. Die Mörsergranaten verfehlten ihr Ziel und schlugen in einem nahegelegenen Flüchtlingslager ein.

### Selbstmordanschlag auf Theater
Eine Selbstmordattentäterin sprengte sich am 4. April auf der Einjahresfeier zur Errichtung eines somalischen TV-Satellitennetzwerks in die Luft und tötete mindestens sieben Menschen. Die Zeremonie fand in dem erst im März nach 20 Jahren wiedereröffneten historischen Nationaltheater statt. Ministerpräsident Abdiweli Mohamed Ali, der im Moment der Zündung eine Rede hielt, und mehrere seiner Minister überstanden den Anschlag unversehrt. Unter den Toten befinden sich aber laut Regierungsangaben der Präsident des Somalischen Olympischen Komitees, Aden Yabarow Wiish, und der Chef des nationalen Fußballverbandes, Said Mohamed Nur.

### Attentat auf den Komödianten Abdi Jeylani Malaq Marshale
Am 31. Juli erschossen Unbekannte den Radiomoderator Abdi Jeylani Malaq Marshale beim Verlassen seines Arbeitsplatzes beim Radiosender Kulmiye. Marshale war unter anderem für seine Witze über die al-Shabaab-Milizen bekannt. Außerdem war er an verschiedenen Jugendinitiativen beteiligt und arbeitete beim somalischen Exilsender Universal TV.

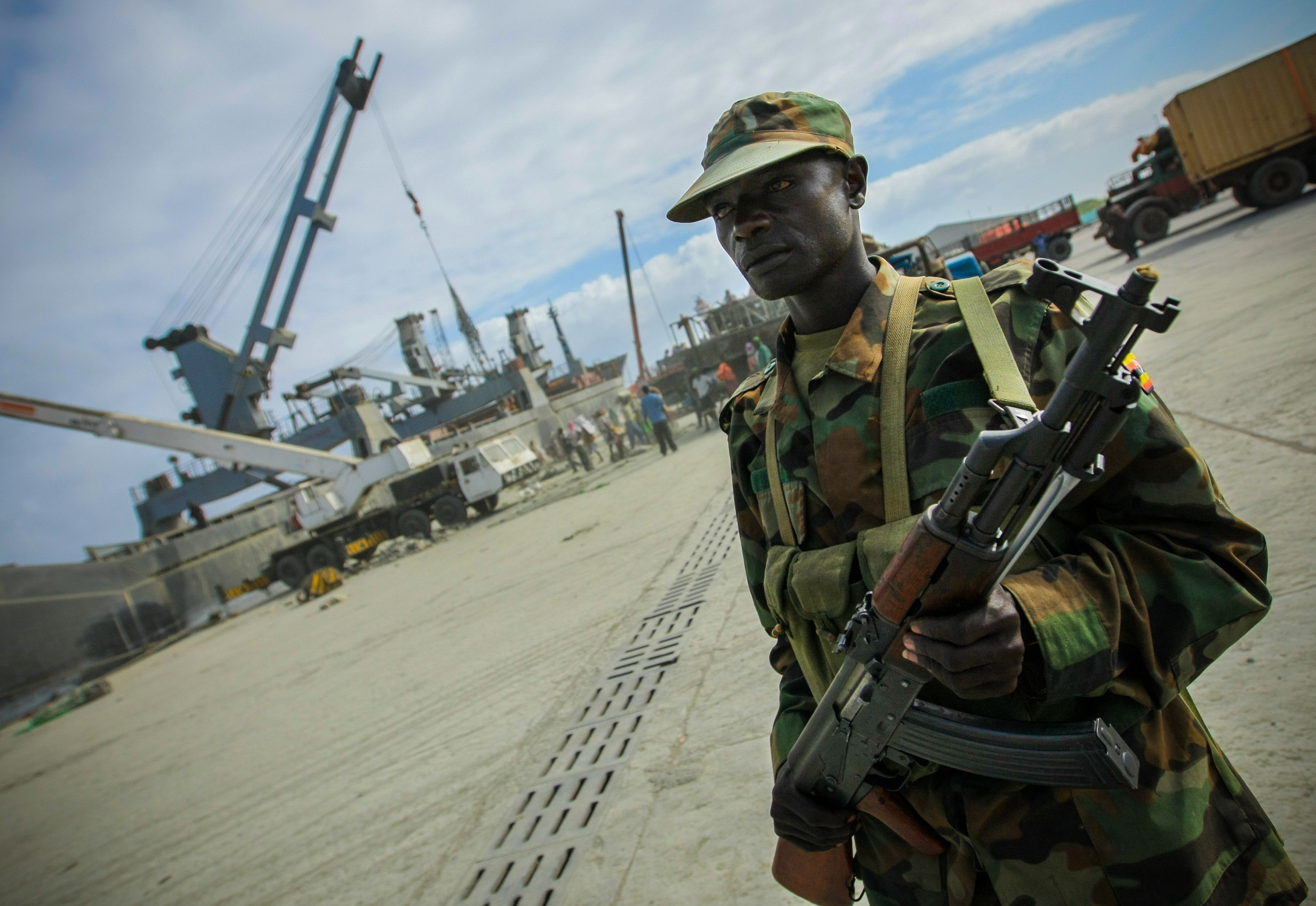
AMISOM-Soldat am Hafen von Mogadischu im August 2012

### Verfassungsänderung
Am 1. August beschloss die Verfassungsgebende Versammlung in Mogadischu eine neue Übergangsverfassung für Somalia. Damit wurde der Weg für die Wahl einer neuen Übergangsregierung bereitet. Das Föderale Übergangsparlament wurde durch das Bundesparlament Somalias ersetzt. Am 10. September 2012 wählte es Hassan Sheikh Mohamud zum neuen Präsidenten.

### Anschlag auf den Präsidenten
Auf das Hotel, in dem der neue Präsident Hassan Sheikh Mohamud residierte, wurde am 12. September ein Anschlag verübt. Zu dem Zeitpunkt hielten sich auch kenianische Abgeordnete und der kenianische Außenminister Sam Ongeri Mohamud in dem Gebäude auf. Der Präsident und die kenianische Delegation wurde bei den beiden Explosionen nicht verletzt. Es wurde ein ugandischer und zwei somalische Soldaten getötet. Die AMISOM ging von drei Selbstmordattentätern aus. al-Shabaab bekannte sich zu dem Anschlag.

### Doppelanschlag auf Restaurant
Laut dem staatlichen Radiosender Radio Mogadischu kamen bei einem Doppelanschlag auf ein Luxusrestaurant am 20. September 14 Menschen ums Leben. 20 wurden schwer verletzt. Laut Angaben der Behörden sprengte sich zuerst ein Selbstmordattentäter in dem Lokal in die Luft und anschließend ein zweiter direkt davor. Das Restaurant wurde von einem, aus dem britischen Exil heimgekehrten Somalier geführt und galt als Zeichen für die Verbesserung der Sicherheitslage in Mogadischu. Al-Shabaab bekannte sich zu dem Anschlag.

### Selbstmordanschlag auf Luxushotel
Am 3. November sprengten sich zwei Selbstmordattentäter an einer Straßenkreuzung vor einem Hotel in die Luft, töteten sich selbst, einen Polizisten und einen Passanten und verletzten zehn weitere Menschen. Zuvor hatten sie versucht, an den Sicherheitsabsperrungen vorbei in das von zahlreichen Regierungsvertretern frequentierte Luxushotel zu gelangen.

## Kämpfe 2013

### Anschlag auf den Ministerpräsidenten
Am 29. Januar sprengte sich ein Selbstmordattentäter zwischen der äthiopischen Botschaft und der Residenz des Ministerpräsidenten Abdi Farah Shirdon in die Luft. Er riss fünf weitere Menschen mit in den Tod. Zudem wurden mehrere Menschen verletzt. Der Ministerpräsident wurde nicht verletzt.
Der Attentäter wurde von den Wachsoldaten als Abtrünniger der al-Shabaab beschrieben, der sich regelmäßig auf dem Platz aufhielt und dafür auch eine Genehmigung besaß. Bei einer Routinekontrolle sei eine Sprengstoffweste entdeckt worden.

### Anschlag auf Sicherheitschef
Am 18. März zündete ein Terrorist auf dem Boulevard zwischen dem Präsidentenpalast und dem Nationaltheater einen Sprengsatz in einem Auto. Dabei wurde der somalische Sicherheitschef Khalif Ahmed Erig und neun weitere Menschen getötet. Es gab mehrere Verletzte und außerdem fingen ein Minibus und mehrere Teestuben Feuer.

### Selbstmordanschlag auf Gerichtsgebäude
Am 14. April stürmten mehrere bewaffnete Angreifer und Selbstmordattentäter zur Mittagszeit ein Gerichtsgebäude. Es wurden 38 Menschen getötet und 58 verletzt. Der Angriff dauerte drei Stunden. Nach Angaben eines somalischen Geheimdienstoffiziers sprengten sich sechs der Angreifer selbst in die Luft und drei andere wurden von den Sicherheitskräften erschossen. An der Räumung waren somalische Soldaten und Polizisten sowie Mitglieder der AMISOM beteiligt. Die al-Shabaab-Milizen bekannten sich zu der Aktion, räumten aber nur fünf tote Angreifer ein.

### Anschlag nahe dem Flughafen
Ebenfalls am 14. April, kurz nach dem Angriff auf das Gericht, explodierte in der Umgebung des Flughafens von Mogadischu eine Autobombe und tötete fünf Menschen. Ziel war vermutlich ein Konvoi des türkischen Roten Halbmonds der gerade die Stelle passierte. Anderen Berichten zufolge passierten zum Zeitpunkt der Tat Soldaten der Türkei sowie der Afrikanischen Union die Stelle an der sich ein Haus des somalischen Geheimdienstes befindet.

### Selbstmordanschlag auf katarische Delegation
Am 5. Mai griff ein Selbstmordattentäter mit einer Autobombe einen Konvoi an, in dem sich eine Delegation aus Katar befand. Dabei tötete er 15 und verletzte 18 Menschen. Da sich an der Stelle mehrere Buslinien kreuzen seien vor allem Zivilisten getötet worden. Die Delegation blieb unverletzt. Nach dem Anschlag kam es laut Augenzeugen zu Schießereien. Die Straße war zuvor drei Tage lang wegen Anschlagsdrohungen gesperrt gewesen. Die al-Shabaab-Milizen übernahmen die Verantwortung für den Angriff.

### Anschlag auf das Büro des UNO-Entwicklungsprogramms
Am 19. Juni sprengte sich ein Selbstmordattentäter vor dem mehrere hundert Meter vom Flughafen Mogadischu entfernten Büro des Entwicklungsprogramms der Vereinten Nationen (UNDP) in die Luft. Anschließend drangen sieben oder acht bewaffnete und in Militäruniformen gekleidete Männer in das Gebäude ein. Die darauffolgende Schießerei dauerte länger als eine Stunde. Al-Shabaab bekannte sich zu dem Angriff.
Laut Angaben von Ärzten starben 18 Menschen. Davon sind mindestens acht UN-Mitarbeiter und drei Zivilisten. Auch mehrere Angreifer sind unter den Toten. Zusätzlich gab es 18 Verletzte.

### Selbstmordanschlag auf die türkische Botschaft
Am 27. Juli fuhren drei Selbstmordattentäter in einem Fahrzeug vor ein Wohngebäude der türkischen Botschaft in Somalia. Das Wachpersonal bemerkte sie und eröffnete das Feuer, wobei zwei der Angreifer getötet wurden. Der dritte sprengte sich vor dem Gebäude in die Luft, tötete einen Polizisten und verletzte zwei weitere. Der Anschlag war verübt worden, weil die Türkei laut Angaben von al-Shabaab „die Regierung der ‚Abtrünnigen‘ in Somalia unterstütze und somit die Durchsetzung der Scharia verhindere“. Die Türkei sei insgesamt zu laizistisch geprägt und zu sehr vom Islam abgewichen.

### Anschlag auf Restaurant
Am 7. September sprengten Terroristen ein Fahrzeug, das vor dem Luxusrestaurant „The Village“ in der Nähe des Nationaltheaters geparkt war, töteten 18 Menschen und verletzten 20 weitere. Wenige Minuten später sprengte sich ein Selbstmordattentäter inmitten der Menge, die den Opfern zu Hilfe geeilt war, in die Luft. Auch das benachbarte Hotel Mona wurde getroffen. Verbrannte Leichen lagen aufgereiht vor dem Restaurant, Verletzte wurden im Krankenwagen wegtransportiert, Soldaten feuerten in die Luft, offenbar, um wieder Ordnung zu schaffen, nachdem sich vor dem Restaurant eine Menschenmenge gebildet hatte. Nach der Darstellung der al-Shabaab-Milizen wurden bei dem Attentat „Schlüsselvertreter“ der Behörden getötet, nach Angaben von Augenzeugen nur normale Zivilisten. Im Restaurant „The Village“ verkehren überwiegend Regierungsangestellte und Journalisten.

### Anschlag auf das Maka al-Mukarama Hotel
Vor dem Eingang des Maka al-Mukarama Hotels explodierte am 8. November eine Bombe. Dabei kamen zwischen vier (Angabe der Regierung) und elf (Angabe der lokalen Polizei) Menschen ums Leben. Außerdem wurden 15 Personen verletzt. Das Restaurant und das Café des Hotels, das zu den teuersten der Stadt gehört, ist besonders bei der politischen Elite beliebt. So sollen sich zur Zeit des Anschlags mehrere Regierungsmitarbeiter im Hotel aufgehalten haben. Laut Angaben der Regierung befand sich der somalische Botschafter in London, Abdulkadir Ali Dhuub, unter den Toten. Außerdem sei ein Mann mit einer Sprengstoffweste vor dem Hotel verhaftet worden.

### Anschlag auf Restaurant
Am 27. Dezember starben bei einem Bombenanschlag auf ein auch bei Regierungsvertretern beliebten Restaurant sieben Personen. Darunter befanden sich laut Stellungnahme des Verteidigungsministeriums vier Soldaten.

## Kämpfe 2014

### Autobombenanschlag auf Hotel
In der Nacht vom 1. zum 2. Januar jagten al-Shabaab-Terroristen zwei Autos, in denen jeweils eine Bombe versteckt war, vor dem Jazeera Palace Hotel in die Luft. Dabei wurden 11 Menschen getötet und weitere 18 verletzt. Überall lagen menschliche Körperteile herum. Unter den Opfern befanden sich auch Regierungssoldaten. Das Jazeera Palace Hotel, das gerne für Konferenzen und Feierlichkeiten innerhalb der politischen Elite genutzt wird, war schon 2012 Ziel einer Attacke, als Präsident Hassan Sheikh Mohamud dort seine erste Pressekonferenz abhielt.

### Anschlag auf Konvoi der UNO
Am 13. Februar explodierte ein mit Sprengstoff beladener Wagen vor dem Flughafen. Ziel des Anschlags bei dem sieben Menschen getötet und etwa 15 verletzt wurden, war offenbar ein Konvoi der UNO.

### Angriff auf den Präsidentenpalast
Am 21. Februar erschütterte eine Explosion eine Autobombe den Präsidentenpalast. Zuvor hatte er das Tor gerammt. Danach griffen Bewaffnete mit Sprengstoffwesten und Granaten am Körper das Gebäude an. Unter den Toten befanden sich ein Minister und ein ehemaliger Geheimdienstchef.

### Explosion im Stadtzentrum
Bei einer Explosion durch eine Bombe in einem Auto oder am Straßenrand nahe dem Stadtzentrum wurden laut der Polizei am 3. Mai mindestens sieben Menschen getötet. Unter den Opfern seien vier Zivilisten und drei Polizisten.

### Angriff auf Parlament
Am 24. Mai sprengte sich ein Selbstmordattentäter vor dem Parlament mit seinem Fahrzeug in die Luft. Zeitgleich griffen Bewaffnete, von denen einige wie somalische Militärs gekleidet waren, die Sicherheitskräfte an. Die Gefechte und Explosionen dauerten fünf Stunden an und forderten mindestens 24 Menschenleben, darunter zwei Vertreter der AU, neun somalische Sicherheitskräfte und 13 Angreifer. Al-Shabaab bekannte sich zu dem Anschlag.
Innenminister Abdikarim Hussein Gulled erklärte noch am selben Tag seinen Rücktritt.

### Ermordung eines Parlamentariers
Auf dem Weg zum Parlament erschossen Angehörige der al-Shabaab einen Abgeordneten, dem sie „islamfeindliches Verhalten“ vorwarfen. Es war der vierte ermordete Parlamentarier im letzten halben Jahr.

### Autobombe auf Parlament
Nachdem er zur Kontrolle angehalten wurde zündete ein Selbstmordattentäter am 5. Juli vor dem Parlamentsgebäude eine Autobombe. Dabei starben drei somalische Soldaten und der Attentäter. Weitere fünf Personen, darunter vier Angehörige der Sicherheitsdienste, wurden verletzt.

### Angriff auf Präsidentenpalast
Am Abend des 8. Juli griffen mindestens neun Personen den Präsidentenpalast an. Zuerst zündeten sie an der Rückseite des Palastes eine Bombe und versuchten anschließend durch einen anderen Eingang in das Gebäude einzudringen. Nach einem Feuergefecht gab es acht Explosionen die vermutlich durch Sprengstoffwesten der Angreifer ausgelöst wurden.
Am Tag nach dem Vorfall entließ Somalias Präsident Hassan Sheikh Mohamud die Führung der Polizei und des Geheimdienstes. Laut Informationsminister Mustafa Duhulow wurde der frühere Geheimdienstchef Khalif Ahmed Ereg zum neuen Minister für Nationale Sicherheit ernannt.

### Kämpfe
Am 15. August lieferten sich Einheiten der AU und somalische Regierungstruppen Gefechte gegen Milizionäre. Dabei kamen mindestens 14 Menschen ums Leben. Bei den Kämpfen wurden von beiden Seiten Granaten eingesetzt.

### Angriff auf Geheimdienstzentrale
Bei einem Angriff von Schabab-Kämpfern auf die Geheimdienstzentrale am 31. August kamen 12 Menschen – darunter sieben der Angreifer – ums Leben. Den Gefechten ging eine Offensive der AU voraus, bei der die Stadt Bulomarer erobert wurde.

### Tötung von Ahmed Abdi Godane
Am 1. September 2014 wurde der Anführer von al-Shabaab, Ahmed Abdi Godane bei einem US-amerikanischen Luftangriff südlich von Mogadischu getötet.

### Selbstmordanschlag auf Konvoi der AU
Am 8. September sprengte sich ein Selbstmordattentäter in Elasha Biyaha, 15 Kilometer vor Mogadischu, in die Luft und tötete mindestens 12 Zivilisten. Ziel des Anschlags war ein Truppenkonvoi der AU, es wurde aber vor allem ein mit Zivilisten besetzter Minibus getroffen. Als der somalische Geheimdienstchef den Tatort besichtigte griff ein weiterer Selbstmordattentäter an und verletzte ihn leicht. In der Woche zuvor – am 1. September – kam der Anführer von al-Shabaab, Ahmed Abdi Godane, bei einem US-amerikanischen Luftschlag ums Leben.

### Anschlag auf das Café Orame
Bei einem Autobombenanschlag auf das Café „Orame“ in der Nähe des Parlamentsgebäudes am 13. Oktober kamen laut Angaben der Sicherheitskräfte 15 Menschen ums Leben und 20 weitere wurden verletzt. Das Auto war vor dem Café geparkt. Al-Shabaab bekannte sich zu der Tat und gab an, dass der Angriff „Unterstützern und Sympathisanten der somalischen Regierung“ gegolten habe.

### Attentat auf Geheimdienstbeamten
Am 15. Oktober explodierte das Fahrzeug eines hohen Geheimdienstbeamten vor einem Restaurant im nördlichen Viertel der Stadt und tötete fünf Personen, darunter den Beamten selbst. Außerdem wurden zehn Menschen verletzt und die Explosion verursachte zahlreiche Schäden an umliegenden Gebäuden.

### Fund von Container mit Sprengstoff
Am Abend des 28. Oktober wurde im Hafen von Mogadischu ein Container mit Sprengstoff und Militäruniformen sichergestellt.

### Anschlag auf Konvoi der Vereinten Nationen
Bei einem Selbstmordanschlag auf einen Konvoi der Vereinten Nationen in der Nähe des Aden-Ade-International-Flughafens kamen am 3. Dezember fünf Menschen ums Leben. Laut dem Sicherheitsbeamten Mohamed Hassan handelte es sich bei den Toten um zwei Sicherheitskräfte, zwei Zivilisten und den Attentäter. Laut Abdiazis Abu Muscab, einem Sprecher von al-Shabaab, sei die Miliz für den Angriff verantwortlich.

## Kämpfe 2015

### Anschlag auf das Hotel SYL
Am 22. Januar 2015, einen Tag vor dem Besuch des türkischen Präsidenten Recep Tayyip Erdoğan, explodierte am Eingang des Hotels SYL eine Autobombe. Dabei kamen laut Polizeivertreter Mohammed Adan fünf Menschen, darunter drei Wachmänner, ums Leben.
Das Hotel befindet sich nahe der somalischen Präsidentschaft und des Regierungssitzes. Zum Zeitpunkt des Anschlags residierten bereits 70 Mitglieder der türkischen Delegation im Hotel. Erdoğan selbst war zwei Tage verspätet, weil er den Begräbnisfeierlichkeiten für den saudischen König Abdullah ibn Abd al-Aziz beiwohnte.
Laut dem von Geeska Afrika zitierten somalischen Geheimdienst soll der Selbstmordattentäter, der das Auto gesteuert hatte vor zwei Jahren aus der Schweiz zurückgekehrt sein. Al-Shabaab übernahm die Verantwortung für den Anschlag.

### Anschlag auf das Maka-al-Mukarama-Hotel
Am 27. März 2015 stürmten Islamisten der al-Shabaab-Miliz das in Mogadischus Innenstadt gelegene Maka-al-Mukarama-Hotel und töteten mindestens 15 Personen, darunter Zivilisten, Wachleute und Soldaten.
Vor dem Angriff detonierte eine Bombe in der Nähe des Hoteleingangs. Danach stürmten Angehörige der Miliz das Hotel und nahmen Geiseln. Darunter befanden sich auch mehrere Regierungsvertreter.

### Anschlag auf das Bildungsministerium
Am 14. April ereignete sich eine schwere Explosion im Zentrum der Stadt, das Ziel war vermutlich das Bildungsministerium. Nach einem vorangegangenen Attentat in Kenia, hat sich auch hier die al-Shabaab-Miliz bekannt. Laut Polizeiangaben sind bei dem Anschlag mindestens zehn Menschen ums Leben gekommen.

### Anschlag auf ein Restaurant
Am 21. April sind bei einem Selbstmordanschlag in einem Restaurant in der Innenstadt mindestens zehn Menschen ums Leben gekommen. Die Zahl der Verletzten sei so hoch, dass die Polizei davon ausgeht, dass es zu weiteren Toten kommen würde.

## Kämpfe 2016

### Angriff auf Hotel
Am 26. Februar 2016 kam es zu einem Angriff auf ein Hotel in Mogadischu mit mindestens 20 Toten. Zwei Autobomben explodierten und es gab anschließende Gefechte im Regierungsviertel. Die al-Shabaab-Miliz bekannte sich zu dem Anschlag.

### Anschlag auf das Hotel „Ambassador“
Am 1. Juni 2016 kam es zu einem Angriff auf das Hotel „Ambassador“ in Mogadischu mit mindestens 20 Toten. Ein Selbstmordattentäter zündete vor dem Hotel eine Autobombe und tötete dabei auch andere Angreifer. Weitere Terroristen verschanzten sich im Hotel, schossen auf die Polizei und nahmen Geiseln. Die al-Shabaab-Miliz wird hinter dem Angriff vermutet.

### Angriff auf AMISOM-Hauptquartier
Im Juli 2016 ereignete sich ein Angriff auf den Hauptstützpunkt der afrikanischen Friedenstruppe AMISOM mit mindestens 14 Todesopfern. Ein Selbstmordattentäter zündete eine Autobombe, während ein anderer zu Fuß versucht hatte, mit einem Sprengsatz auf das Gelände zu stürmen. Die Bombe an seinem Körper war jedoch am Eingangstor explodiert. Bei den Opfern handelte es sich vor allem um somalische und ugandische Soldaten. Al-Schabaab reklamierte den Anschlag für sich.

## Kämpfe 2017
Nach Angaben von PeaceTech Lab kam es im Jahr 2017 in Mogadischu zu insgesamt 42 terroristischen Angriffen, bei denen 803 Menschen getötet wurden. Zu den Taten bekannte sich al-Shabaab bzw. wurde für diese verantwortlich gemacht.
Am 2. Januar starben drei Menschen bei einem Selbstmordattentat und am 25. Januar 28 durch eine Autobombe. Weitere Anschläge mit Todesopfern gab es unter anderem am 19. Februar (39 Tote), 13. März (13 Tote), 21. März (5 Tote), 9. April (15 Tote), 8. Mai (8 Tote), 24. Mai (8 Tote), 15. Juni (9 Tote), 20. Juni (15 Tote), 22. Juni (7 Tote), 10. September (6 Tote), 14. Oktober (512 Tote), 28. Oktober (25 Tote) und am 14. Dezember (18 Tote).

### Anschlag mit einem LKW auf einer belebten Kreuzung in Hodan, Mogadischu

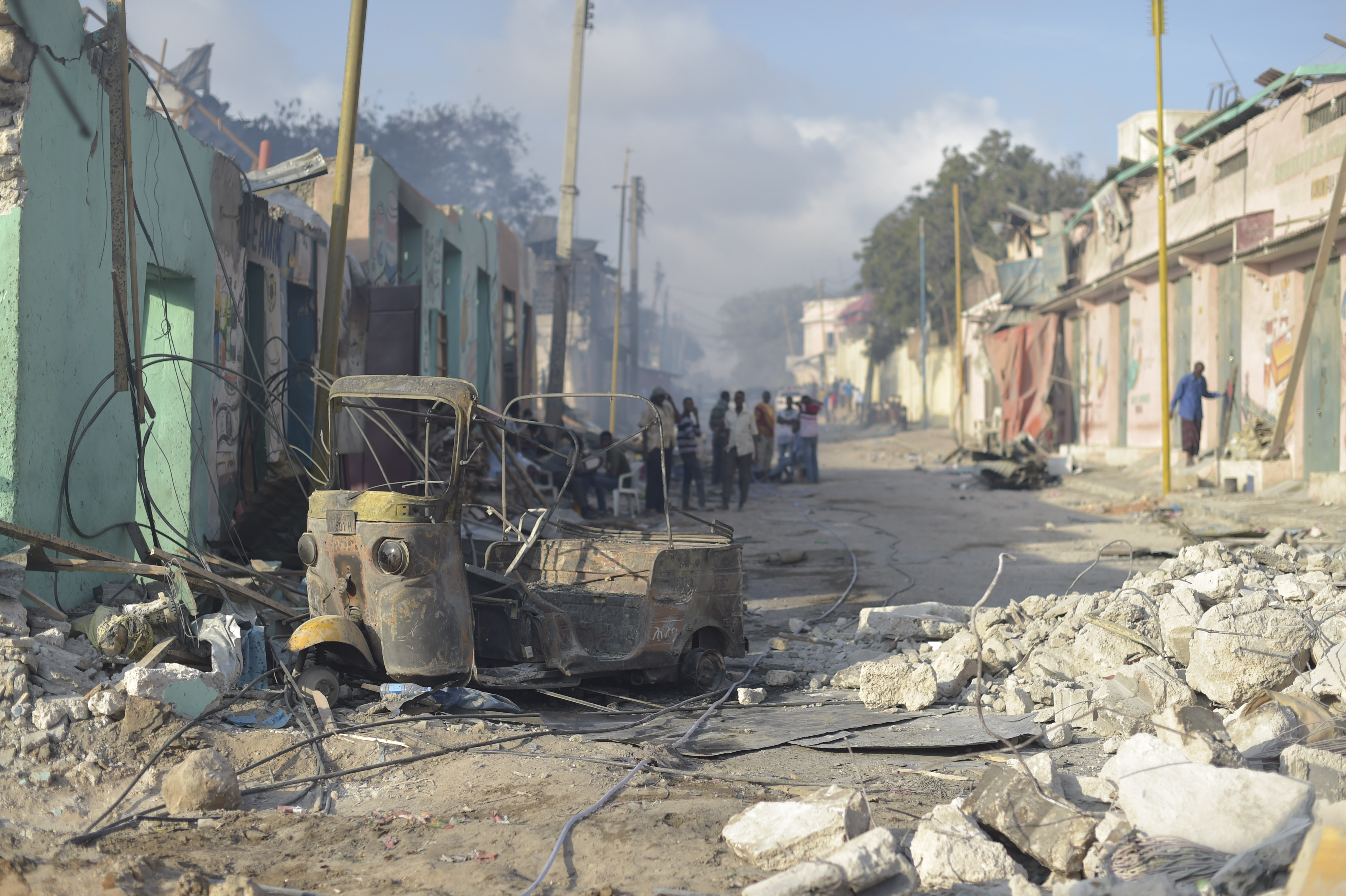
Zerstörte Straßenlandschaft nach dem Anschlag vom 14. Oktober 2017

Am 14. Oktober 2017 kam es in Mogadischu zu einem der verheerendsten Selbstmordattentate der vergangenen Jahre. Demnach fuhr der Täter mit einem mit Sprengstoff beladenen LKW in den Kreuzungsbereich, wo er zunächst mehrere Autos rammte, bevor der den Sprengstoff zündete. Hierbei wurden zunächst 358 Zivilisten getötet und fast 400 verletzt. Bis zum Jahresende erhöhte sich die Zahl der Getöteten jedoch auf 512. Wenig später ereignete sich ein Folgeanschlag, bei dem sich ein zweiter Attentäter mit einem PKW in die Luft sprengte, jedoch keine weiteren Menschen tötete. Der Anschlag ereignete sich in einem belebten Viertel mit Hotels, Geschäften und Regierungsgebäuden. Die somalische Regierung machte die Terrormiliz al-Shabaab für die Tat verantwortlich.

## Kämpfe 2022

### Angriff auf Hotel
Am Abend des 19. August 2022 griffen Bewaffnete der Al-Shabaab das Hotel Hayat in Mogadischu in Somalia an. Zunächst explodierten zwei Autobomben. Bewaffnete Männer stürmten dann das Hotel, erschossen Menschen und nahmen Geiseln. Mindestens 21 Menschen wurden getötet und 117 weitere verletzt.

### Terroranschlag vor dem Bildungsministerium
Am 29. Oktober 2022 verübte die al-Shabaab einen Terroranschlag vor dem Bildungsministerium, bei dem mehr als 100 Menschen getötet wurden, größtenteils Zivilisten.

### Angriff auf Hotel Villa Rose
Am Abende des 27. November 2022 griffen das von der Regierung genutzte Hotel Villa Rose in der Nähe des Präsidentenpalasts an.
Laut Polizeiangaben wurden mindestens zehn Hotelgäste und ein Selbstmordattentäter getötet. Der somalische Sicherheitsminister Ahmed Mohammed Doodishe befand sich unter den Verletzten. Nach etwa 20 Stunden stürmten die Sicherheitskräfte das Hotel und töteten dabei nach eigenen Angaben alle Kämpfer der Al-Shabaab.

## Kämpfe 2023

### Angriff auf Regierungssitz
Am 22. Januar 2023 griffen sechs Angreifer den Sitz der Regionalregierung an. Laut Informationsministerium steuerte ein Selbstmordattentäter ein mit Sprengstoff beladenes Auto gegen das Tor. Im Anschluss belagerten die anderen Angreifer das Gebäude sechs Stunden lang. Laut Regierung seien die Angreifer, zwei Sicherheitskräfte und drei Zivilisten getötet worden. Vier weitere Menschen wurden demnach verletzt.